# Reynier Bontius (toneelschrijver)
Reynerius, Reinier of Reynier Bontius of de Bon(d)t (Leiden, 17e eeuw) is de auteur van het populairste Nederlandse toneelspel in de tweede helft van de zeventiende eeuw, een spel dat van 1645 tot diep in de negentiende eeuw op het repertoire heeft gestaan: Belegering ende het ontset der stadt Leyden. Lange tijd werd hij gehouden voor zijn naamgenoot, Reynier Bontius, de Leidse hoogleraar in de medicijnen, die mogelijk aan hem verwant was en leefde tussen 1576 en 1623.

## Leven en werk
Over Bontius weten we niet veel meer dan dat hij uit een familie van Leidse geleerden en overheidsdienaren komt en rond 1625 geboren zou kunnen zijn (dat jaar werd er op 10 september iemand met deze naam gedoopt). Mogelijk was hij pasteibakker, mogelijk woonde hij een deel van zijn leven in Amsterdam, mogelijk is hij in Leiden getrouwd. In 1645, als de eerste druk van zijn enige boek verschijnt, wordt hij door Maarten Besteben in een lofdicht geprezen om zijn jeugdige prestatie, en in 1659, als het toneelstuk door de drukker, Jan Zachariasz Baron, wordt opgedragen "aan de Geest van Bontius," is hij blijkbaar overleden.
De eerste druk is opgedragen aan zijn oom, de beruchte Schout Bont van Leiden (onder anderen door Vondel kritisch bezongen), latere drukken niet meer. Bontius heeft ooggetuigen van het beleg gesproken, en veel bronnen geraadpleegd. Zijn toneelstuk is door hemzelf, en na zijn dood door anderen, geregeld bewerkt - zo zeer, dat in de loop van de tijd een heel ander toneelstuk ontstaan is. Bovendien verschenen beschrijvingen van het gebruikte decor en van de zogenaamde vertoningen, een soort tableaux vivants.

## Belegering ende het ontset der stadt Leyden
Van dit toneelstuk over Leidens ontzet zijn 111 edities bekend, van 1645 tot 1850. Daarmee overtreft het de Gysbreght van Vondel, dat in de zeventiende en achttiende eeuw 40 keer gedrukt is. Hoe populair het spel ook geweest is, tegenwoordig is het vrijwel vergeten. Terecht, omdat de taal en de enscenering van Bontius niet meer aan de moderne smaak voldoet. En ten onrechte, omdat het een interessant onderwerp op een bijzondere manier behandelt.
In het spel wordt het dagelijks leven in Leiden tijdens het beleg door de Spanjaarden beschreven, de vreselijke hongersnood en de wanhoop van de burgers. Ook de wreedheid van de Spanjaarden wordt breed uitgemeten. De Spaanse veldheer Valdez of Baldeus is wreed en arrogant. In latere drukken wordt bovendien verteld dat hij verliefd is op een Haagse dame, en op haar verzoek het bestormen van Leiden uitstelt, zodat de opstandelingen tijd krijgen om de omgeving van de stad onder water te zetten en daarmee de stad van zijn belagers te bevrijden: het beroemde ontzet met haring en wittebrood op 3 oktober 1574. Dit ontzet heeft geleid tot het stichten van de universiteit, en ook dat wordt in het spel verteld: de Prins van Oranje komt op het toneel en kondigt de stichting aan. De beroemdste scène is ongetwijfeld die, waarin burgemeester Van der Werff zijn lichaam aanbiedt aan het hongerige volk, maar ook de passage rond de weesjongen die het Spaanse kamp onderzoekt en ontdekt dat de vijand vertrokken is, was een bekende scène uit het spel.

## Citaat
Wees-jonghen op de Muyr.

Wat sien ick inde Schans, dat nu met vuyr, op vuyr,

En brandent lonte gaet my dunckt zy koomen hier

Want niemant treckt weer in, of souden zy verlaten,

Door noot dees stercke Schans, dat haer de watergaten

Doen vluchten over al, ick beelt mijn vastelijck in

Dat zy ghevloden zijn om dat dees muyren sin

Dees nacht ghedistrueert, het welck soo dapper raesde,

Dat yder inde Stadt door schrick soo seer verbaesde,

En meenden dat de Stadt gheheelijck was verraen

Ick meyn zy oock daer door van schrick zijn wech ghegaen,

Dus wil ick opder daet den Gouverneur ’t verklaren,

Op datmen eenich volck in wapens doet vergaren,

Om d’overschoten guyts die nieuwers konnen heen,

Door d’hooghe water vloet met voeten gaen vertreen,

Tot haer gherechten loon, ick moet het nu verbreyen

Op dat door groote vreucht de droefheyt zinckt uyt Leyen.

        Bontius, Belegering ende het ontset der stadt Leyden 1645, vs. 1347-1362.